# مرقد الشاه غريب
مرقد الشاه غريب (بالفارسية: امامزاده شاه غریب) هو مرقد شيعي تاريخي يعود إلى القاجاريون، ويقع في مقاطعة قم.